# Vesper
Vesper (рус. «Веспер») — российская компания, девелопер в сфере элитной недвижимости с офисом в Москве. Основана в 2012 году. В портфеле компании более 1 млн м² недвижимости.

## История
Основана Денисом Китаевым и Борисом Азаренко в 2012 году. В 2014 году структура O1 Group Бориса Минца купила 70 % акций компании, однако годом позже основатели вернули себе акции.

## Собственники и руководство
Денис Китаев — акционер и член совета директоров.
Борис Азаренко — акционер и член совета директоров.
Анна Ильницкая - генеральный директор.

## Деятельность
Vesper специализируется на жилой недвижимости класса люкс, портфель компании включает в себя 15 объектов по реновации и строительству новых зданий в Москве и странах Европы.
Среди объектов компании дом Brodsky, «Булгаков», Bunin, Chekhov, Cloud Nine, Nabokov, St. Nickolas и другие.
Квартал Lucky — самый крупный проект компании площадью 200 000 кв м, представляющий собой жилой кластер с офисными и жилыми помещениями в районе улицы 1905 года (объем инвестиций — 18 млрд рублей).
В 2022 году ожидается завершение строительства комплекса Fairmont & Vesper Residences на Тверской улице, который станет первым отелем сети Fairmont в России. Также в проекте запланировано 50 апартаментов. Общий объем инвестиций оценивается в 165—200 млн долларов.
Партнером Vesper в работе над проектами Fairmont и Lucky стала дочерняя структура «Сбербанка» — «Сбербанк инвестиции».
В 2021 году компания планирует начать редевелопмент территории Бережковской набережной, в результате которого будет построено 700 000 кв м жилья и офисных помещений.

## Критика
В 2016 году был проведен аукцион по продаже Первой образцовой типографии, в результате права собственности перешли ООО «Юнитекс», 49 % акций которого принадлежали Vesper, а 51 % — частным инвесторам. Компания планировала вложить в проект на Пятницкой улице до 15 млрд руб., но отказалась от проекта после судебных разбирательств по итогам приватизации актива, продав свою долю в ООО «Юнитекс» в 2017 году.
Некоторые СМИ связывают успешную работу компании с близостью ее основателей к чиновникам московского строительного комплекса и Министерству обороны РФ.